# Будзинь (Лодзинське воєводство)
Будзинь (пол. Budzyń) — село в Польщі, у гміні Жихлін Кутновського повіту Лодзинського воєводства.
Населення — 127 осіб (2011).
У 1975—1998 роках село належало до Плоцького воєводства.

## Демографія
Демографічна структура станом на 31 березня 2011 року:
|          | Загалом | Допрацездатний вік | Працездатний вік | Постпрацездатний вік |
| -------- | ------- | ------------------ | ---------------- | -------------------- |
| Чоловіки | 66      | 9                  | 48               | 9                    |
| Жінки    | 61      | 10                 | 34               | 17                   |
| Разом    | 127     | 19                 | 82               | 26                   |